# Gulf County
Gulf County is een county in de Amerikaanse staat Florida.
De county heeft een landoppervlakte van 1.436 km² en telt 13.332 inwoners (volkstelling 2000). De hoofdplaats is Port St. Joe.

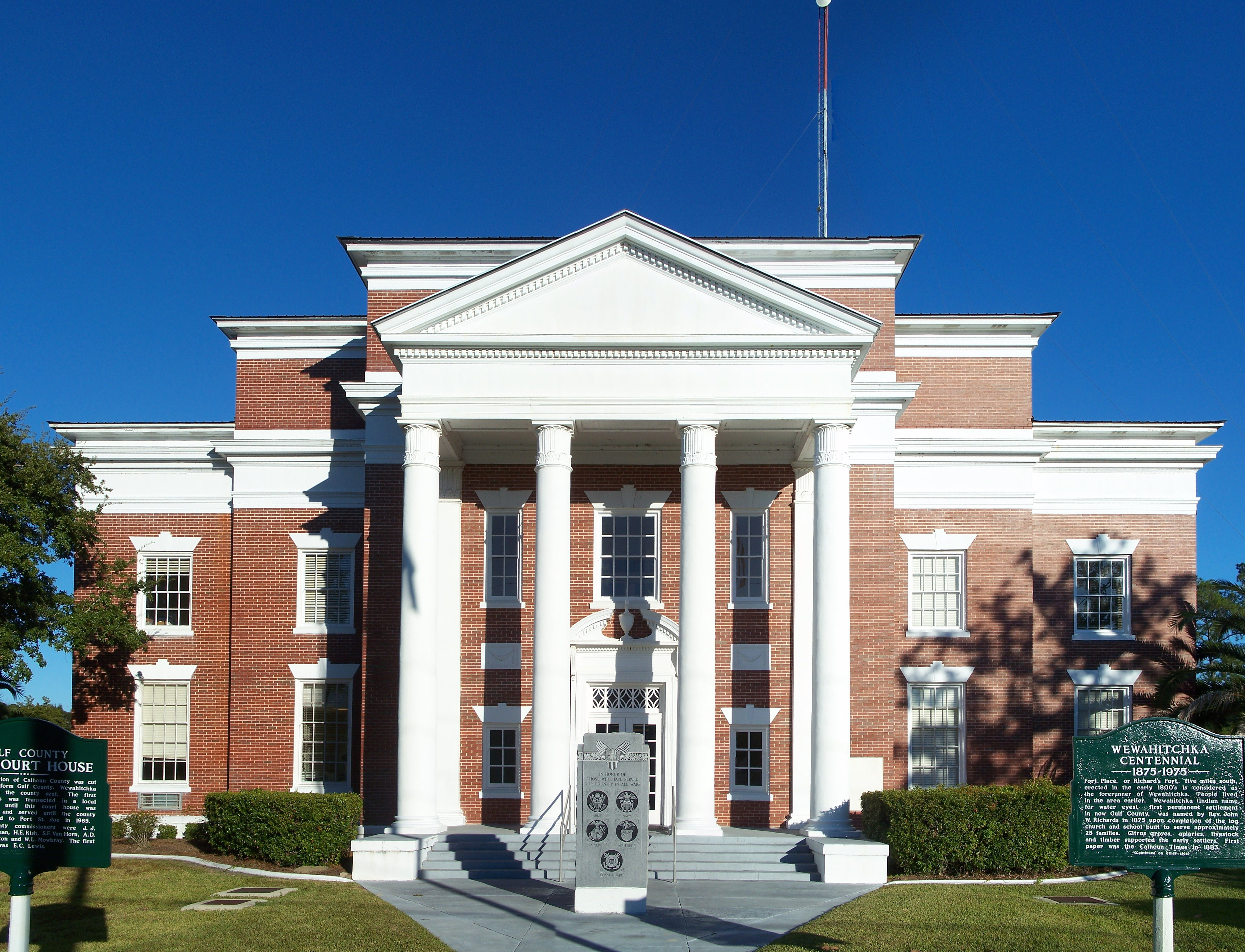
Gulf County Courthouse